# Humphrey Jennings
Humphrey Jennings, né le 19 août 1907 à Walberswick dans le comté du Suffolk et mort le 24 septembre 1950 à Poros en Grèce, est un réalisateur de documentaire, monteur, poète, photographe, critique littéraire et peintre britannique.

## Biographie
Il nait le 19 août 1907 à Walberswick dans le comté du Suffolk d'un père architecte et d'une mère peintre. Il va à l'école Perse School puis étudie l'anglais au Pembroke College de l'Université de Cambridge.
Après son diplôme, il fait des recherches sur le poète Thomas Gray sous la supervision de Ivor Armstrong Richards qui est souvent absent. Abandonnant la carrière académique, il fait plusieurs métiers tels que photographe, peintre.
Jennings rejoint la GPO Film Unit en 1934 où il est formé à l’école documentaire de John Grierson. Ses films sur la Seconde Guerre mondiale, comme Listen to Britain ou A Diary for Timothy, en ont fait un grand documentariste. Il est l'un des trois fondateurs de Mass-Observation en 1937.
Lindsay Anderson a dit de lui qu'il était « le seul véritable poète du cinéma anglais ».

## Filmographie
- 1934 : Post Haste
- 1934 : Locomotives
- 1934 : The Story of the Wheel
- 1937 : Farewell Topsails
- 1938 : Penny Journey
- 1938 : Speaking from America
- 1938 : The Farm
- 1938 : English Harvest
- 1938 : Making Fashion
- 1939 : Spare Time
- 1939 : SS Ionian (ou Cargoes)
- 1939 : The First Days
- 1940 : Spring Offensive
- 1940 : Welfare of the Workers
- 1940 : London Can Take It! (ou Britain Can Take It!)
- 1941 : The Heart of Britain (ou This Is England)
- 1941 : Words for Battle
- 1942 : Listen to Britain (co-réalisateur)
- 1943 : Fires Were Started
- 1943 : The Silent Village
- 1944 : The True Story of Lili Marlene
- 1944 : The Eighty Days
- 1945 : Myra Hess
- 1945 : A Diary for Timothy
- 1946 : A Defeated People
- 1947 : The Cumberland Story
- 1949 : The Dim Little Island
- 1950 : Family Portrait
- 1951 : The Good Life (terminé par Graham Wallace)